# Svarttjärnen (Vibyggerå socken, Ångermanland)
Svarttjärnen är en sjö i Kramfors kommun i Ångermanland och ingår i Nätraån-Ångermanälvens kustområde. Sjön har en area på 0,0605 kvadratkilometer och ligger 266,3 meter över havet.

## Delavrinningsområde
Svarttjärnen ingår i det delavrinningsområde (700259-161141) som SMHI kallar för Mynnar i Gålsjön. Medelhöjden är 309 meter över havet och ytan är 1,82 kvadratkilometer. Det finns ett avrinningsområde uppströms, och räknas det in blir den ackumulerade arean 5,04 kvadratkilometer. Vattendraget som avvattnar avrinningsområdet har biflödesordning 2, vilket innebär att vattnet flödar genom totalt 2 vattendrag innan det når havet efter 17 kilometer. Avrinningsområdet består mestadels av skog (92 procent). Avrinningsområdet har 0,06 kvadratkilometer vattenytor vilket ger det en sjöprocent på 3,3 procent.